# Газетный переулок (Рязань)
Газе́тный переу́лок (до конца XIX в. — переулок Городско́го са́да) — небольшая улица на территории исторического центра в Советском районе города Рязани. Названа в честь расположенной на ней первой частной городской газеты «Рязанский справочный листок», выпускавшейся в типографии Н. Малашкина в доме № 3.
Нумерация домов начинается от улицы Урицкого. К западу от Газетного находится зеркально расположенный Бульварный переулок.

## Расположение
Газетный переулок расположен в центральной части Советского округа Рязани. Это одна из самых коротких улиц города. Он начинается от улицы Урицкого и идёт параллельно южной границе Нижнего городского парка до перекрёстка с улицей Ленина. На другой части улицы продолжается как Бульварный переулок, идущий по южной границе Верхнего городского сада.

## История
В средние века на этой территории находился обширный овраг Ямской лоск. В западной части оврага находилась Ямская слобода, а с востока к нему примыкал Нижний посад, названный по расположению ниже русла реки Лыбеди.
В 1780 году Рязань получает первый регулярный генеральный план. Старые деревянные улицы города перестраивают по новой, симметричной квартальной сетке, модной для того времени. Территория у будущего переулка была спроектирована под квадратную площадь Гостиного двора — главного городского торгового комплекса того времени. Часть оврага Ямской лоск при строительстве двора была засыпана, вторую часть отсыпали в 20-е годы XIX века при обустройстве на месте оврага городского парка.
В 20-е годы XIX века на площади двора начинается обустройство городского парка. Основой для него стал парк усадебного комплекса Г. В. Рюмина, дворец которого был передан в дар городу и переоборудован под благородный пансион, а затем — под 1 Рязанскую мужскую гимназию.
По плану 1780 года на месте будущего переулка должны были находиться каменные купеческие жилые дома с лавками на первых этажах — продолжение Гостиного двора. Однако уже на рубеже XVIII и XIX веков Гостиный двор на Астраханской улице перестал удовлетворять растущие потребности рязанского купечества, и было принято решение о строительстве нового двора на более обширной Хлебной площади. На месте запланированных купеческих лавок началось строительство деревянных домов. Такой дом был построен на углу Астраханской улицы и городского сада — это была деревянная усадьба мещанина М. А. Гаврилова. С её строительством начинается формирование переулка, который стали называть переулком Городского сада.
В 1806 году строится современный дом № 1 в глубине переулка. Затем, в середине 1840-х годов строится дом № 3, принадлежащий семье Малашкиных. Именно здесь в 1891 году откроется типография, а затем и редакция первой частной городской газеты города — «Рязанский городской листок». Газета пользовалась популярность среди горожан, противопоставляя себя официальной и сухой риторике «Губернских ведомостей», поэтому в народе закрепилось новое название улицы, которое затем стало официальным и дошло до наших дней — Газетный переулок.
В 1895 году усадебный дом Гаврилова был продан жене австрийского подданного Матильде Рудольфовне Блёх, которая основательно перестроила его. В 1909 году дом покупает Рязанское отделение Крестьянского банка и осуществляет его перестройку под руководством главного архитектора города Михаила Бергера, который снимал первый дом в начале этого же переулка.
В 1904 году на территории Городского сада архитектором Иваном Цеханским строится деревянное здание летнего клуба Благородного собрания, сохранившееся до наших дней в перестроенном виде. Здесь проводились театральные постановки, игровые турниры в шашки и шахматы, работал ресторан.
После Октябрьской революции жилые дома и банк были реквизированы новым правительством. Дома были отданы под квартиры пролетариата, здание летнего клуба превращено в дворец пионеров, в то время как в помещениях банка разместились городские службы. Позднее, здесь были открыты фельдшерско-акушерские курсы, ставшие основой для будущего медицинского университета, разместившего здесь один из своих кафедр.

## Архитектура
Из-за своего малого размера переулок почти полностью сохранил облик дореволюционного старого города.

### Здания
Жилой дом Аксёнова-Лихарёвых (№ 1)
В 1806 году строится современный дом № 1, который при строительстве принадлежал городскому купцу Аксёнову. С 1874 года домом стала владеть семья Лихарёвых, которые сдавали помещения внаём. Среди постояльцев оказалась семья главного архитектора города Михаила Бергера — автор многих городских зданий, построенных в те годы.
Дворец народного творчества (№ 72 по ул. Урицкого)
Дворец расположен на перекрёстке Газетного переулка с улицей Урицкого. В конце XIX века на этом месте располагалась городская усадьба Логиновых, которая была выкуплена в 1884 году для строительства клуба. Первое здание клуба Благородного собрания было построено в 1888 году и было похоже на нынешнее. Пожар 1902 года уничтожил постройку. Новое здание было построено в 1904 году в архитектором Иваном Цеханским.
Вопреки названию, в клуб пускали любых «прилично одетых» граждан. Внутри был оборудован театр со сценой, а вокруг основного объёма — открытая летняя терраса, на которой располагался ресторан. Часть здесь проходили игровые сессии в шашки и шахматы. Затем, после пожара клуб был перестроен — к зданию добавился объём второго этажа с балконом, башенкой и обширной террасой, которая была разобрана уже в советское время.
В 1925 году в здании открывается городской Дворец пионеров, который проработает до строительства нового дворцового комплекса на улице Есенина в 1957 году. После освобождения площадей сюда переезжает Рязанский областной учебно-методический центр народного творчества, который располагается здесь и по сей день. В 1992 году при реставрации здания открытая терраса была застеклена.
Жилой дом Малашкина (№ 3)
Дом, с которого началось современное название переулка был выстроен купцом второй гильдии Дмитрием Даниловичем Малашкиным — предпринимателем выходцем из Варшавы. В Рязанской губернии он владел обширными земельными уделами в районе сёл Казарь и Выползово, литейной и зеркальной мануфактурами а также суконной фабрикой в Мурмине. В конце 1840-х годов при рождении сыновей он принимает решение о строительстве большого дома для семьи. Место, которое выбрал Малашкин было престижное — неподалёку от оной из главных улиц города, напротив городского сада и Губернской гимназии, располагавшейся в бывшей городской усадьбе Гаврилы Рюмина.
Для строительства дома предположительно, был приглашён архитектор Михаил Бергер, по совпадению, живший в соседнем доме. Он спроектировал обширный каменный полуподвальный этаж из красного кирпича. На него был поставлен основательный деревянный сруб из леса, отобранного хозяином лично на территории своих уделов. Дом был крыт «немецким железом», имел характерные модные для Рязани чугунные крылечки, широкий балкон с кованой оградой, а также островерхий флигель.
Вот как об архитектуре дома отзывались городские газеты середины XX века:
Под номером третьим в Газетном переулке стоит старый деревянный дом, обитый тёсом. Высокий полуподвал из красного кирпича. Ажурный, чугунного литья балкон на опорах и такие же, чёрного чугунного кружева, козырьки над парадными подъездами некогда делали этот скромный особняк нарядным
Его сын Леонид решил не идти по стопам отца и стал музыкантом. Он написал ряд романсов и песен, популярных для XIX века. Среди них — романс «Я встретил вас…» на стихи Тютчева, «Одинокая слёзка», опера «Илья Муромец» Дела отца перешли к Николаю. Однако, его всегда интересовали науки. Получив учёную степень, он устраивается преподавателем Второй городской мужской гимназии, где преподаёт математику и географию. Здесь ему впервые приходит в голову идея об улучшении учебников, карт и наглядных пособий, которые он решает печатать сам.
Николай Дмитриевич основал типографию в собственном доме в 1890 году. Среди изданий: карты, ноты, учебники и пособия, картинки для школьников. Часть учебной продукции он раздавал бесплатно. Печаталась здесь и коммерческая продукция — плакаты, буклеты и проспекты, этикетки на винные бутылки и «колониальный товар» (чай, кофе и табак).
В 1891 году Малашкин начинает издавать первую в Рязани частную городскую газету «Рязанский справочный листок». Сам Николай выступал в качестве редактора издания, а сотрудниками были его сёстры Клавдия, Ольга и Елизавета. На имя последней в 1902 году в Газетный переулок было отправлено письмо из штата Майн от Марка Твена, с которым у Елизаветы было знакомство во время её поездки в Америку
Официальные городские газеты насмешливо называли сёстер Малашкиных называли «подвальными нимфами» — редакция газеты располагалась в обширных подвальных помещениях дома. Газета резко контрастировала с сухим официальным языком «Губернских ведомостей». Здесь часто писались ироничные заметки про городское благоустройство и политику. В 1901 году газете даже пришлось объясняться перед Городской думой из-за заметки о пожарах в казармах
Во время русско-японской войны в газете печатались интервью с участниками боев, публиковались письма с фронта. Однако на её страницах были затронуты и темы образования, педагогики и городские проблемы. Так например, именно в «Листке» впервые была озвучена идея убрать русло Лыбеди в трубу и устроить на ней обширный городской бульвар — этот проект был реализован во второй половине XX века.
Газета закрылась спустя три года после смерти Николая. К тому времени в городе появилось множество похожих изданий, рождённых после революции 1905 года.
Таким образом, популярность первой городской независимой газеты перешла и на переулок, где располагалась редакция и типография. Так как название было нейтральным, оно избежало участи переименования после Октябрьской революции и сохранилось до наших дней
В 1917 году дом № 3 был реквизирован новым правительством под квартиры для пролетариата. Подвальные помещения долгое время использовались в качестве складов. В середине XX века в здании располагалась экологическая лаборатория. К этому времени большая часть декора уже была утрачена. После 1992 года подвальные помещения здания были отданы в коммерческую аренду, а на верхних этажах продолжали жить люди.
В 2007 году из-за неисправности проводки в доме случился пожар — верхний деревянный этаж частично выгорел.
Крестьянский земельный банк (№ 5/22)
Первоначально на этом месте была выстроена городская усадьба мещанина М. А. Гаврилова. С её строительства начинается формирование Газетного переулка. Гаврилов продал дом В. А. Трескиной, которая в свою очередь в 1895 году продала «усадебное место» с каменным двухэтажным домом, деревянным флигелем и остальными жилыми и нежилыми строениями жене австрийского подданного Матильде Рудольфовне Блёх. В 1898 она осуществила основательную перестройку усадьбы. К основному объёму была возведена крупная пристройка со стороны Газетного переулка в неорусском стиле — с высокой крышей со шпилями, ажурными портиками-зонтами. Деревянный флигель по Астраханской улице был обложен с главного фасада кирпичом.
В 1909 году здание у Матильды Блёх арендует, а затем и покупает Рязанское отделение Крестьянского банка, располагавшееся до этого на Николодворянской улица за 74 000 рублей. В 1910—1916 годах архитектор Михаил Бергер, живший в этом-же переулке в доме № 1 начинает перестройку здания, которому придаёт современный вид. Первоначально предполагалось увеличить объём здания на один этаж — но проект был отклонён из-за дороговизны. Для увеличения объёма был куплен соседний участок — здесь был построен одноэтажный дом для управляющего отделением. Здание было завершено изящной башенкой с розеткой и шпилем Парадный вход был выполнен с Астраханской улицы. В здании имелся телефон, электричество, водопровод, канализация, специально устроенный подвальный архив. Были благоустроены тротуары на Астраханской улице и Газетном переулке.
В 1917 году реввоенсовет Рязани реквизировал помещения банка, а в 1918 конфисковал вклады. Помещения был отданы губернскому «Дому земледелия», затем здание было отдано рязанской фельдшерской школе. С 1950 года здесь размещается одна из кафедр медицинского университета имени Павлова.

## Интересные факты
Газетный переулок — одна из самых коротких улиц города. Её первенство оспаривают переулок Счастья, тупик Володарского на котором расположен всего один дом, и переулок 1905 года.